# Vincent van der Vinne

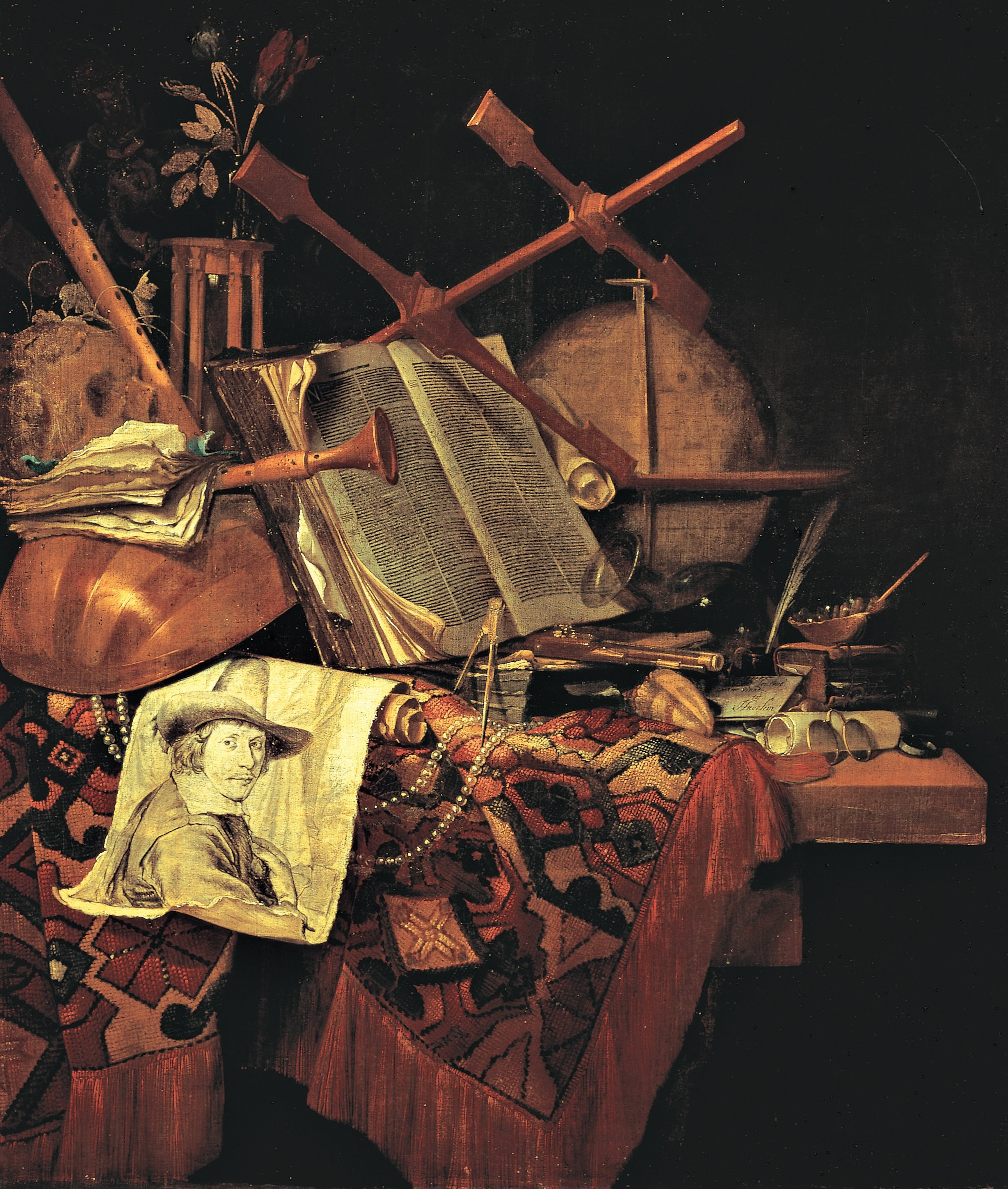
Vanitas con il ritratto del pittore

Vincent Laurensz van der Vinne I, o Vincent Laurentsz. van der Winne o Vincent Lourens van der Vinne o Vincent van der Winne (Haarlem, 11 ottobre 1628  – Haarlem, 26 luglio 1702 ), è stato un pittore e disegnatore olandese del secolo d'oro, progenitore di una famiglia di artisti attivi fino all'inizio del XIX secolo.

## Biografia

Mandria e pastorelle che attraversano un ruscello

Dopo un iniziale apprendistato presso una tessitura, studiò presso Frans Hals per nove mesi nel 1647 e presso Bernard Kemp.
Nel 1649 divenne membro della Corporazione di San Luca di Haarlem e, fino al 21 agosto 1652 operò in questa città, lasciandola assieme ad alcuni colleghi per raggiungere Colonia, come indicato nel diario illustrato dell'artista. Rimase in questa città fino al 23 settembre 1652 assieme a Guillam Dubois e al maestro Abraham Cuyper, Dirck Helmbreker invece ritornò ad Haarlem dopo pochi giorni. Viaggiò attraverso Germania e Svizzera con Cornelis Bega e Guillam Dubois. Lasciata Colonia, passò per Bingen e raggiunse Heidelberg, dove rimase con Dubois fino al 28 novembre 1652, dedicandosi soprattutto al disegno. Ritornato a Colonia, fino al marzo 1653 lavorò, con Dubois, prima per Abraham Cuyper, poi per Bernard Kemp e infine viaggiò ulteriormente lungo il Reno con Joost Boelen, calzolaio, mentre Guillam Dubois ritornò nei Paesi Bassi.
Nell'aprile 1653 con Joost Boelen raggiunse Francoforte sul Meno, dove incontrò Cornelis Bega. Tutti e tre poi proseguirono verso la Svizzera, facendo tappa a Heidelberg e Strasburgo. Raggiunsero infine Basilea intorno all'aprile del 1653 e vi rimasero fino alla primavera del 1655. Tentarono poi di raggiungere Berna, ma non poterono a causa della Guerra dei Contadini, decisero così di raggiungere la parte francese della Svizzera passando per Biel e il Lago di Biel. Nel maggio del 1653 van der Vinne lavorò a Yverdon-les-Bains per Guillaume de la Primaye, un nobile proveniente da Delft e poi a Ginevra per Marc Roset fino al settembre 1654, eseguendo parecchi grandi dipinti sia per la sua casa di Ginevra che per la sua casa di campagna. Raggiunse in seguito Lione dove rimase fino ad aprile 1655. Dopo alcuni viaggi a Grenoble, Chambéry e Digione si spostò a Tournon, dove trascorse l'inverno. Nell'aprile del 1655 ritornò a Ginevra, dove rimase brevemente. Partì quindi per Parigi, viaggiando per Digione e Sens e arrivando l'11 giugno. Qui lavorò presso il pittore Pierre Forest a Pont Neuf fino ad agosto e poi ritornò in patria via Rouen, dove s'imbarcò, e Le Havre.. Il primo settembre 1655 fu ad Haarlem, dove rimase fino al 1680. Dopo il suo ritorno realizzò un secondo volume del suo diario copiando i disegni ed aggiungendo stampe topografiche di Matthäus Merian il Vecchio e Jean Boisseau. Riempì inoltre un quaderno con schizzi di paesaggi della valle del Reno. Nel 1656 sposò Anneke Jansdr de Gaver e, sei mesi dopo la sua morte avvenuta nel febbraio del 1668, Catalijntje Boekaert. In un inventario del 1668, eseguito dopo la morte della prima moglie, sono elencati undici dipinti da lui realizzati, tra cui una natura morta floreale. Durante l'estate del 1680 fece numerosi viaggi recandosi, tra le altre città, a Leida, Utrecht, Gouda, Rotterdam, Delft e L'Aia. L'8 ottobre ritornò a Haarlem. Nell'inventario eseguito dopo la sua morte sono elencati dodici nature morte floreali, di cui una eseguita da van der Vinne stesso. Attualmente è nota solo una natura norta floreale attribuita a lui: un dipinto eseguito al'esterno della Rechtbank Noord-Holland raffigurante passiflore ed altri fiori in una nicchia. Tuttavia è più probabile che tale opera sia stata realizzata da suo nipote Vincent Laurensz van der Vinne II, che era più propriamente un decoratore. 

Realizzò opere di svariati soggetti, tra cui dipinti di genere, paesaggi, in particolare invernali, vedute di città, nature morte, ritratti, architetture, vanitas, allegorie e dipinti floreali. I disegni effettuati durante il suo viaggio furono la base a partire da cui realizzò vedute di città con penna e inchiostro grigio. Ricevette commissioni anche per affrescare soffitti e dipingere insegne. È noto soprattutto per le sue vanitas, come ad esempio la Vanitas con una corona reale. In questo tipo di dipinto ricorre anche il tema del martirio di Carlo I, in cui il re inglese compare in un ritratto (vedi Vanitas con una stampa del ritratto di Carlo I e una corona rovesciata). 
 
Subì la sua influenza Pieter van Eijse.
Fu suo allievo il figlio Laurens van der Vinne I.